# Crematogaster scutellaris
Crematogaster scutellaris är en myrart som först beskrevs av Olivier 1792.  Crematogaster scutellaris ingår i släktet Crematogaster och familjen myror.

## Underarter
Arten delas in i följande underarter:
- C. s. alii
- C. s. nigra
- C. s. scutellaris
- C. s. tenuispina

## Bildgalleri

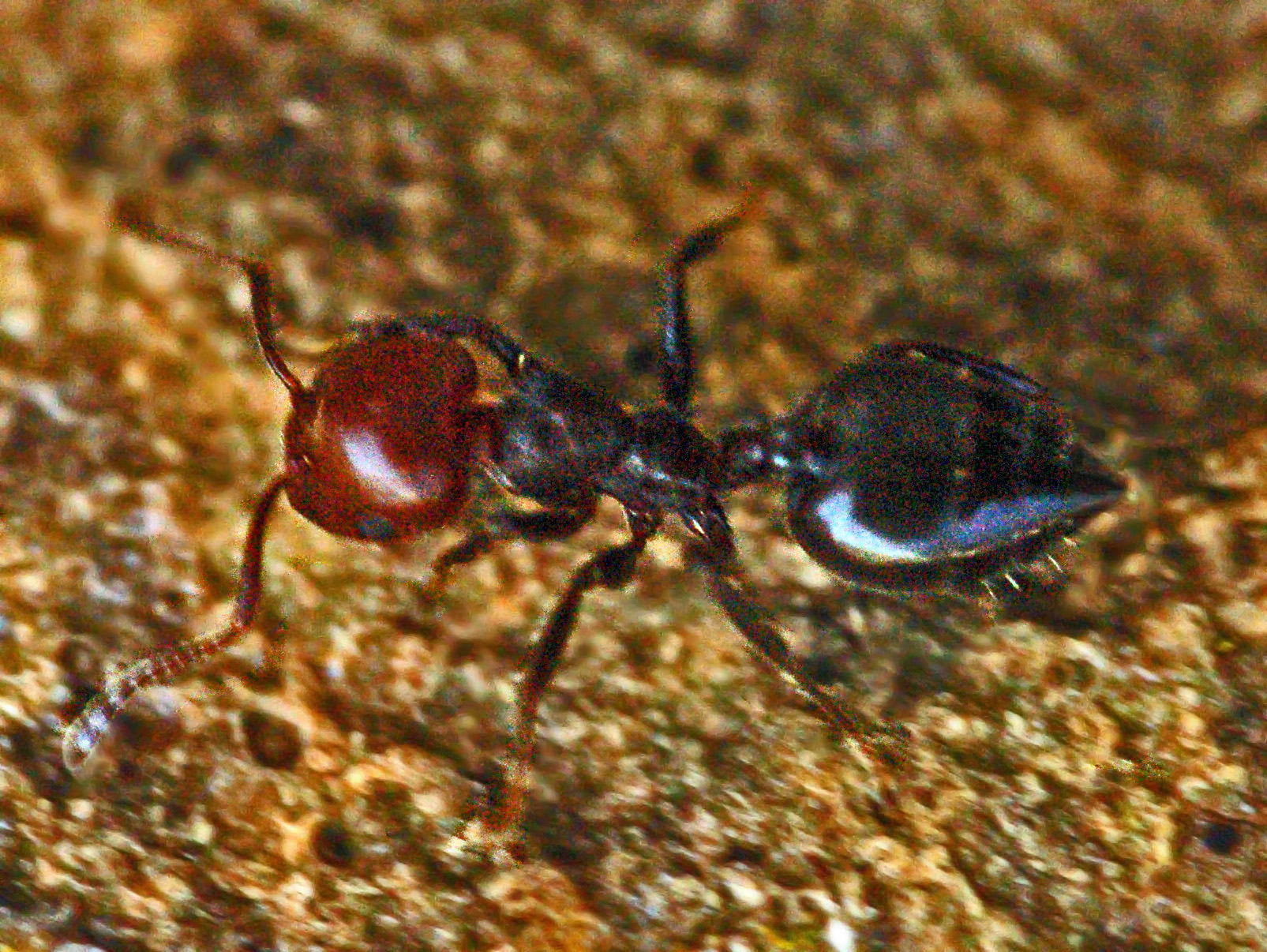
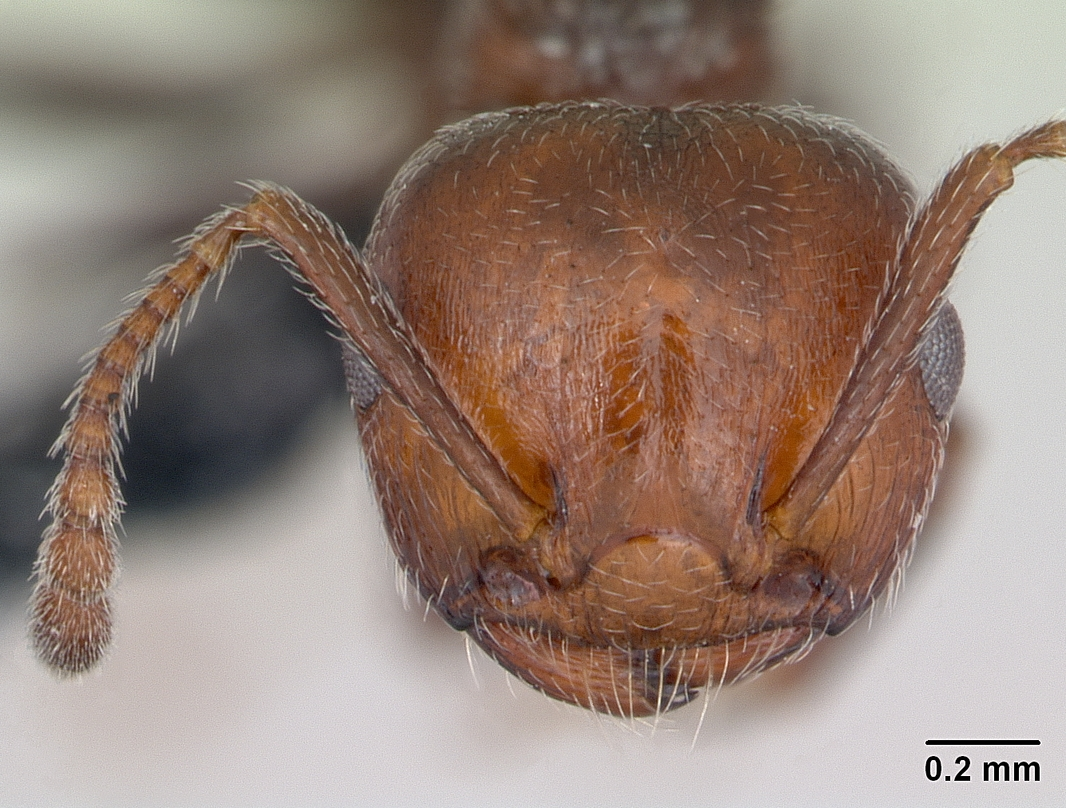